# Guatteria candolleana
Guatteria candolleana är en kirimojaväxtart som beskrevs av Diederich Franz Leonhard von Schlechtendal. Guatteria candolleana ingår i släktet Guatteria och familjen kirimojaväxter. Inga underarter finns listade i Catalogue of Life.